# Сам-Форд
Сам-Форд (англ. Sam Ford Fiord) — крупный арктический фьорд на острове Баффинова Земля на северо-востоке региона Кикиктани в Нунавуте, Канада. Инуитское поселение Понд-Инлет находится в 320 км к северо-западу от фьорда, другое поселение — Клайд-Ривер — в 80 км к востоку.
Этот фьорд славится красотой своих скалистых пейзажей. Также Сам-Форд — популярное место среди альпинистов.

## История
Фьорд был одним из традиционных охотничьих угодий инуитов.

## География
Длина фьорда Сам-Форд около 110 км. Восточнее расположены фьорд Эглинтон и озеро Тасиалук.
Сам-Форд известен своими ледниками и гранитными клифами, круто поднимающимися от берега на высоту до 1500 м над уровнем моря в районе Швейцарского залива.